# Azas
Azas település Franciaországban, Haute-Garonne megyében. Lakosainak száma 670 fő (2022. január 1.). Azas Saint-Sulpice-la-Pointe, Garrigues, Lugan, Montpitol és Roquesérière községekkel határos.

## Népesség
A település népességének változása:
| Lakosok száma | 279  | 306  | 351  | 460  | 601  | 640  | 664  | 664  | 664  | 670  |
|               | 1968 | 1982 | 1990 | 2006 | 2013 | 2015 | 2017 | 2019 | 2020 | 2022 |